# Homosassa Springs
Homosassa Springs ist ein census-designated place (CDP) im Citrus County im US-Bundesstaat Florida. Das U.S. Census Bureau hat bei der Volkszählung 2020 eine Einwohnerzahl von 14.283 ermittelt.

## Geographie
Homosassa Springs wird von den U.S. Highways 19 (SR 55) und 98 auf einer gemeinsamen Trasse tangiert. Der CDP liegt rund 20 km westlich von Inverness sowie etwa 100 km nördlich von Tampa.

## Demographische Daten
Laut der Volkszählung 2010 verteilten sich die damaligen 13.791 Einwohner auf 7.138 Haushalte. Die Bevölkerungsdichte lag bei 206,1 Einw./km². 95,6 % der Bevölkerung bezeichneten sich als Weiße, 0,9 % als Afroamerikaner, 0,4 % als Indianer und 0,7 % als Asian Americans. 0,4 % gaben die Angehörigkeit zu einer anderen Ethnie und 1,9 % zu mehreren Ethnien an. 3,6 % der Bevölkerung bestand aus Hispanics oder Latinos.
Im Jahr 2010 lebten in 23,7 % aller Haushalte Kinder unter 18 Jahren sowie 41,0 % aller Haushalte Personen mit mindestens 65 Jahren. 63,6 % der Haushalte waren Familienhaushalte (bestehend aus verheirateten Paaren mit oder ohne Nachkommen bzw. einem Elternteil mit Nachkomme). Die durchschnittliche Größe eines Haushalts lag bei 2,30 Personen und die durchschnittliche Familiengröße bei 2,75 Personen.
19,7 % der Bevölkerung waren jünger als 20 Jahre, 18,3 % waren 20 bis 39 Jahre alt, 29,1 % waren 40 bis 59 Jahre alt und 32,7 % waren mindestens 60 Jahre alt. Das mittlere Alter betrug 49 Jahre. 49,3 % der Bevölkerung waren männlich und 50,7 % weiblich.
Das durchschnittliche Jahreseinkommen lag bei 30.722 $, dabei lebten 21,3 % der Bevölkerung unter der Armutsgrenze.
Im Jahr 2000 war Englisch die Muttersprache von 97,67 % der Bevölkerung und 2,34 % hatten eine andere Muttersprache.